# Império do Divino Espírito Santo de Santana

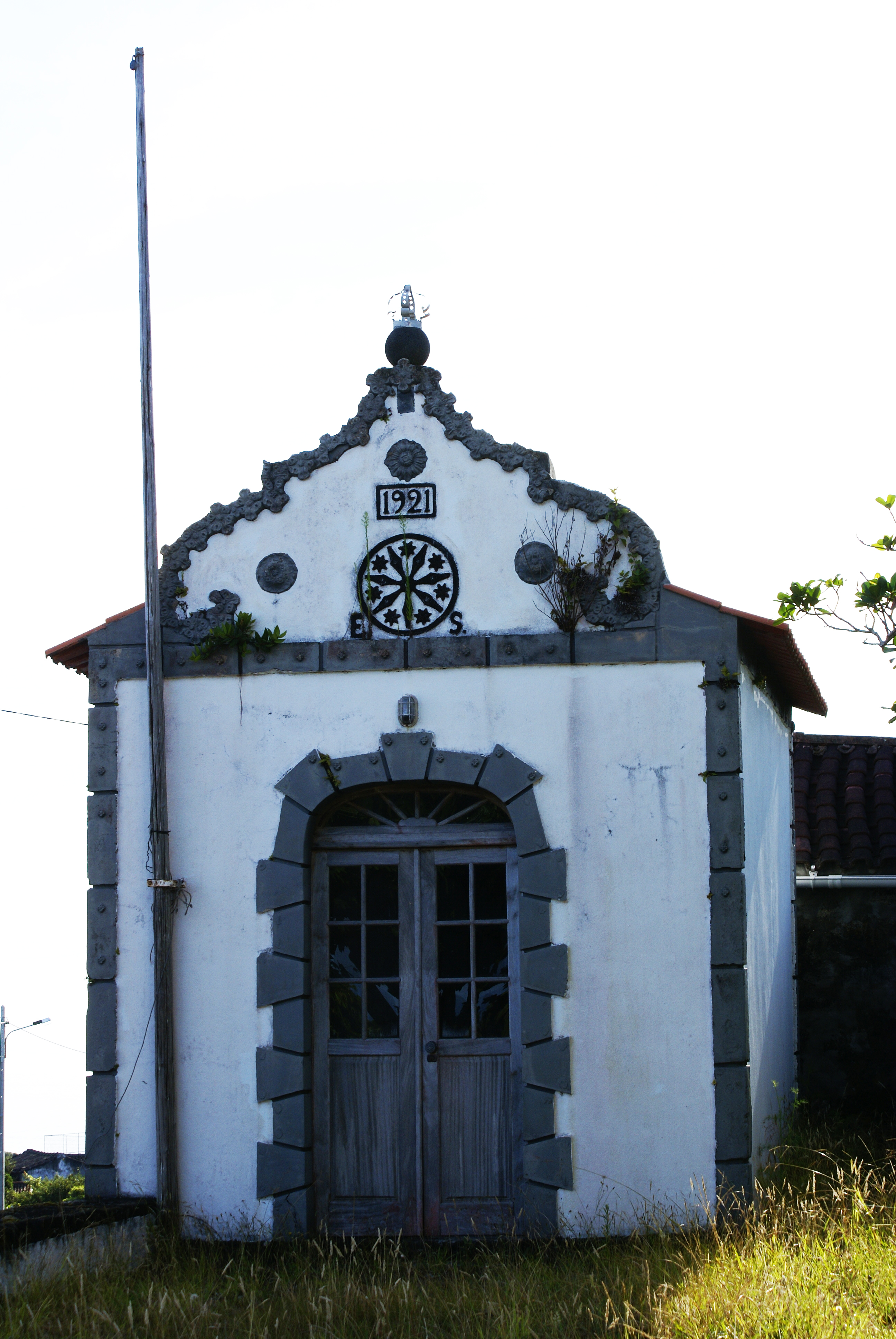
Império do Espírito Santo de Santa Ana.

O Império do Divino Espírito Santo de Santana é um Império do Espírito Santo português que se localiza no lugar de Santana, freguesia São Roque do Pico, concelho de São Roque do Pico, ilha do Pico, arquipélago dos Açores.
Este império foi fundado em 1921, data que ostenta na fachada.